# Richmond Yiadom Boakye
Richmond Yiadom Boakye (Agogo, Ghana, 28 de gener de 1993) és un futbolista ghanès. Juga de davanter i el seu equip actual és l'Atalanta BC de la Serie A.